# Farol do Morro Negro
Der Farol do Morro Negro (dt.: „Leuchtturm des Morro Negro“) ist ein Leuchtturm am östlichsten Punkt der Insel Boa Vista im atlantischen Inselstaat Kap Verde. Der Leuchtturm steht ca. 4 km östlich des nächsten Dorfes, Cabeça dos Tarrafes.
Der Leuchtturm wird von der Direcção Geral de Marinha e Portos (DGMP) betrieben.

## Architektur
Die Konstruktion ist 12 m hoch und die Feuerhöhe liegt bei 163 m. Der Turm ist ein quadratischer Turm mit Balkon und Laterne angebaut an ein einstöckiges Leuchtturmwärterhaus. Das Signal besteht aus einem weißen Blitz in einer Periode von zwanzig Sekunden. Die Reichweite beträgt 31 nms (ca. 57,4 km).
Identifikationen: Amateur Radio Lighthouse Society (ARLHS): CAP-005 PT-2102 - United Kingdom Hydrographic Office (Admiralty): D2914 - National Geospatial-Intelligence Agency (NGA): 113-24196.